# 新民主共和国
新民主共和国（西班牙語：Nueva República Democrática），又称秘鲁人民共和国（República Popular del Perú），是秘鲁毛派叛乱组织“光辉道路”在其发动武装起义期间宣布建立的一个革命准国家。该政权由阿维马埃尔·古斯曼领导。1980年代—1990年代，“光辉道路”的势力达到顶峰，并在秘鲁多个农村地区建立了政权。